# Otto Urma
Otto Urma [oto urma] (* 17. srpna 1994, Domoušice) je český fotbalový obránce či záložník a bývalý mládežnický reprezentant do 21 let, od ledna 2018 hráč klubu FC Hradec Králové.

## Klubová kariéra
Svoji fotbalovou kariéru začal v Sokolu Domoušice, kam se po angažmá v žácích SEKA Louny vrátil. Ve svých dvanácti letech zamířil do mužstva FK Teplice.

### FK Teplice
Před sezonou 2013/14 se propracoval do seniorské kategorie. Zpočátku však nastupoval za juniorku v tamní lize, kde vykonával funkci kapitána. Svůj první ligový zápas za "skláře" odehrál v následujícím ročníku v 15. kole hraném 22. listopadu 2014 v souboji s Duklou Praha, nastoupil na celý zápas a se svými spoluhráči slavil po závěrečném hvizdu domácí vítězství 1:0. V letech 2015–2016 hostoval v Baníku Sokolov. Následně za Teplice později odehrál v lize ještě 13 utkání, celkově si jich tak v nejvyšší soutězi za tento severočeský celek připsal 14.

### FK Baník Sokolov (hostování)
V lednu 2015 zamířil hostovat do tehdy druholigového Baníku Sokolov, kam zamířil původně na půl roku. Ligový debut v dresu Baníku si připsal v souboji se Sigmou Olomouc 7. 3. 2015. Na hrací plochu přišel v 81. minutě namísto Lukáše Poučka, ale vysoké venkovní porážce 0:7 nezabránil. Později bylo jeho hostování prodlouženo. Svůj první a zároveň jediný gól v lize během tohoto angažmá dal ve 24. kole sezony 2016/17 proti Fotbalu Třinec (výhra 2:1), když ve 41. minutě otevřel skóre střetnutí. Celkem za Sokolov nastoupil do 40 ligových zápasů.

### FC Hradec Králové
V létě 2017 o něj projevil zájem klub FC Hradec Králové, ale k přestupu z Teplic došlo až o půl roku později. Do Hradce přišel výměnou za Jana Shejbala, který zamířil opačným směrem.
První ligový zápas za "Votroky" absolvoval v 18. kole hraném 9. března 2018 v souboji s Dynamem České Budějovice (výhra 2:1), nastoupil na celých 90 minut. Poprvé v lize za Hradec Králové skóroval 8. 4. 2018 ve 21. kole proti týmu FC Sellier & Bellot Vlašim při výhře 4:1 na venkovním hřišti. Svoji druhou ligovou branku za tohoto zaměstnavatele zaznamenal o pět dní později v souboji s mužstvem FK Varnsdorf, v 52. minutě zvyšoval na konečných 2:0. Potřetí a počtvrté v lize za Hradec se střelecky prosadil až v ročníku 2019/20, když rozvlnil síť soupeřových svatyní klubů MFK Vítkovice (výhra 3:0) a FK Dukla Praha (výhra 2:1) Svůj pátý ligový gól za "Votroky" si připsal na své konto 4. října 2020 v další sezoně v souboji s klubem FC MAS Táborsko, když v 66. minutě vyrovnával na 1:1. Tímto výsledkem i utkání skončilo. Na jaře 2021 po 23. kole hraném 8. 5. 2021 postoupil s Hradcem po výhře 2:1 nad Duklou Praha z prvního místa tabulky do nejvyšší soutěže, kam se "Votroci" vrátili po čtyřech letech.

## Klubové statistiky
Aktuální k 4. květnu 2021
| Sezona    | Klub                     | Soutěž             | Zápasy | Góly |
| --------- | ------------------------ | ------------------ | ------ | ---- |
| 2013/2014 | FK Teplice U–21          | Juniorská liga     | 40     | 0    |
| 2014/2015 | FK Teplice               | Synot liga         | 2      | 0    |
| 2014/2015 | FK Baník Sokolov (host.) | FNL                | 13     | 0    |
| 2015/2016 | FK Baník Sokolov (host.) | FNL                | 27     | 1    |
| 2016/2017 | FK Teplice               | ePojisteni.cz liga | 11     | 0    |
| 2017/2018 | FK Teplice               | HET liga           | 1      | 0    |
| 2017/2018 | FC Hradec Králové        | Fortuna NL         | 11     | 2    |
| 2018/2019 | FC Hradec Králové        | Fortuna:NL         | 28     | 0    |
| 2019/2020 | FC Hradec Králové        | Fortuna:NL         | 29     | 2    |
| 2020/2021 | FC Hradec Králové        | Fortuna:NL         |        |      |